# Другня
Другня (пол. Drugnia) — село в Польщі, у гміні Пежхниця Келецького повіту Свентокшиського воєводства.
Населення — 59 осіб (2011).
У 1975-1998 роках село належало до Келецького воєводства.

## Демографія
Демографічна структура на день 31 березня 2011 року:
|          | Загалом | Допрацездатний вік | Працездатний вік | Постпрацездатний вік |
| -------- | ------- | ------------------ | ---------------- | -------------------- |
| Чоловіки | 30      | 7                  | 20               | 3                    |
| Жінки    | 29      | 9                  | 13               | 7                    |
| Разом    | 59      | 16                 | 33               | 10                   |